# Kristián
Kristián je mužské jméno řeckého původu. Počeštěná varianta jména je Křišťan. Vzniklo z řeckého christianos. Vykládá se jako „křesťan, zasvěcený Kristu“. Podle českého kalendáře má svátek 5. srpna.
Ženská forma tohoto jména je Kristýna, popřípadě Kristiána.

## Kristián v jiných jazycích
- Slovensky: Kristián
- Polsky: Krystian nebo Krystyn
- Lužickosrbsky: Křesćan
- Rusky, norsky, německy, anglicky: Christian
- Srbocharvatsky: Kristijan
- Estonsky: Kristian nebo Kristjan
- Maďarsky: Krisztián nebo Keresztély
- Bulharsky: Christo
- Rumunsky: Cristian
- Italsky: Cristiano
- Španělsky: Cristián
- Portugalsky: Cristiano
- Francouzsky: Cristian nebo Chrétien
- Nizozemsky: Christiaan
- Dánsky: Christian nebo Christien nebo Kristen
- Švédsky: Kristian nebo Kristen
- Latinsky: Christianus
- Novořecky: Christos

## Známí Kristiánové
- Autor Kristiánovy legendy (tzv. Kristián, 10.–14. století)
- Kristián VIII. – dánský král – (18. září 1786 – 20. ledna 1848) byl mezi lety 1839 a 1848 dánský král.
- Kristián IX. – dánský král
- Kristián X. – dánský a islandský král
- Kristian Kodet – český malíř
- Pavel Kristián z Koldína – český právník
- Kristián Schröder – císařský a královský malíř, správce a inspektor obrazárny na Pražském hradě
- Hans Christian Andersen – dánský spisovatel
- Christian Andreas Doppler – rakouský fyzik a matematik
- Christian Ruuttu – finský profesionální hokejista
- Christian Laettner – americký profesionální basketbalista
- Cristiano Ronaldo – portugalský fotbalista
- Christian Fittipaldi – brazilský automobilový závodník a pilot Formule 1
- Christian Morgenstern – německý dadaistický básník
- Christian Klien – rakouský pilot Formule 1
- Hans Christian Ørsted – dánský fyzik, chemik a filosof
- Christian Jürgensen Thomsen – dánský archeolog
- Christian Oliver – německý herec
- Christian Rakovskij – sovětský politik
- Kristián - filmová postava ztvárněná Olřichem Novým

## Známí Křišťanové
- Křišťan z Prachatic – český astronom